# 张虎生
张虎生（1938年—2023年12月8日），山西省静乐县人，笔名张弛，又名辛茹，中华人民共和国政治人物。

## 生平
1956年，毕业于太原第五中学，旋即考入北京大学中文系新闻专业，1958年因院系调整转入中国人民大学新闻系，毕业后分配到中央对外联络部拉丁美洲研究所工作，曾任《拉丁美洲丛刊》副主编。1981年，加入中国共产党，同年经中国社会科学院专业职务资格评审委员会评审确认为副研究员。1981年至1990年，在全国人大常委会办公厅工作，历任联络局副局长、新闻局局长、办公厅新闻发言人。1987年，经全国人大常委会办公厅高级专业职务资格评审委员会评审确认为研究员。1990年10月，历任《人民日报》编委、国际部主任、海外版总编辑。